# Mamoa 1 de Taím
A Mamoa 1 de Taím é uma mamoa localizada no lugar de Taím, na freguesia de Silva Escura, no Município da Maia.
Foi descoberta em 2007 durante trabalhos de prospecção relacionados com a Carta Arqueológica do Município da Maia.
Sendo este monumento megalítico do período Neolítico com cerca de 1.50 metros de altura por cerca de 20 metros de diâmetro (apresenta sinais evidentes de destruição; para retirar os esteios da câmara e também pela abertura de um caminho de acesso que corta o monumento).
Na zona envolvente a este tumulus foi identificado um fragmento de um dormente de uma mó provavelmente de época romana. Na envolvente deste monumento foram identificados diversos blocos graníticos com arte rupestre.
No ano de 2009, foi realizada pelo Gabinete de Arqueologia da Câmara Municipal da Maia, uma intervenção de emergência na Rua de Taím, que revelou a existência de negativos e artefactos líticos e cerâmicos, em deposição secundária, integrados na Pré-história Recente.
Este sítio Arqueológico encontra-se assinalado no Plano Diretor Municipal da Maia, em vigor com o n.º 11.